# Atletica leggera ai XVII Giochi del Mediterraneo - Salto triplo femminile
Le gare di atletica leggera nella categoria salto triplo femminile si sono tenute il 28 giugno 2013 al Nevin Yanıt Atletizm Kompleksi di Mersin.

## Calendario
Fuso orario EET (UTC+3).
| Data      | Ora   | Turno  |
| --------- | ----- | ------ |
| 28 giugno | 20:20 | Finale |

## Risultati
I 10 atleti partecipanti hanno diritto a tre salti. I migliori otto ottengono tre ulteriori salti, il migliore dei quali viene registrato come risultato finale.

### Finale
| Pos | Atleta               | Paese    | 1º    | 2º    | 3º    | 4º    | 5º    | 6º    | Risultato |
| --- | -------------------- | -------- | ----- | ----- | ----- | ----- | ----- | ----- | --------- |
|     | Athanasia Perra      | Grecia   | 14,10 | X     | 14,48 | X     | -     | X     | 14,48     |
|     | Snežana Rodič        | Slovenia | 14,16 | 14,22 | X     | 14,36 | 14,16 | X     | 14,36     |
|     | Baya Rahouli         | Algeria  | X     | 13,75 | 14,04 | X     | 13,66 | 14,00 | 14,04     |
| 4   | Simona La Mantia     | Italia   | 13,87 | 13,88 | 13,97 | 13,76 | X     | 13,70 | 13,97     |
| 5   | Sevim Sinmez Serbest | Turchia  | 13,61 | X     | 13,56 | 13,27 | 13,75 | 13,67 | 13,75     |
| 6   | Niki Panetta         | Grecia   | 13,69 | 13,64 | X     | X     | 13,42 | X     | 13,69     |
| 7   | Teresa Nzola Meso Ba | Francia  | X     | 13,09 | 13,36 | X     | 13,16 | X     | 13,36     |
| 8   | Jihad Bakhchi        | Marocco  | X     | 13,02 | X     | 12,61 | 12,84 | 12,86 | 13,02     |
| 9   | Eleftheria Christofi | Cipro    | 12,50 | 12,10 | 12,91 |       |       |       | 12,91     |
| 10  | Jamaa Chnaik         | Marocco  | 12,90 | X     | X     |       |       |       | 12,90     |